# Споразумение САЩ-Мексико-Канада
Споразумението между Съединените щати, Мексико и Канада (на английски: United States–Mexico–Canada Agreement или USMCA) е проектно споразумение за свободна търговия между Канада, Мексико и Съединените щати, което да замени Северноамериканското споразумение за свободна търговия (NAFTA).
Споразумението е резултат от подновените преговори от NAFTA през 2017-2018 г. от държавите страни по споразумението, които формално се съгласиха с условията на 30 септември 2018 г., а официално - на 1 октомври 2018 г. Споразумението изчаква окончателно одобрение.

## Основни моменти
Споразумението обхваща широк кръг от въпроси, включително селскостопански продукти, промишлени стоки, условия на труд и дигитална търговия. По-важните аспекти на споразумението дадоха на американските производители на млечни продукти по-широк достъп до канадския пазар, насоки за по-висок процент производители на автомобили в САЩ или Мексико, както и поддържане на механизма за разрешаване на спорове, подобен на вече съществуващия в споразумението НАФТА.